# Мост Нотр-Дам
Нотр-Дам (фр. Pont Notre-Dame) — мост в центре Парижа через реку Сену. Мост расположен в 4-м муниципальном округе.

## Числа и факты
- Длина моста: 105 м
- Ширина: 20 м, включая два тротуара шириной 4 м каждый
- Тип конструкции: арочный мост
- Архитекторы: Aron, Jean Drogue, Jean Résal, Retraint, Binet
- Строительство велось с 1910 по 1914 год
- Метро: линия 7, станция Pont Marie

## История
Мост Нотр-Дам стоит на том месте, где уже в античные века располагался мост через Сену. Ещё до завоевания римлянами Галлии мост являлся частью кардо (главной улицей с северно-южным направлением) Лютеции. Когда в 52 году до н. э. Тит Лабиен со своими войсками подходил к городу, паризии подожгли все мосты, ведущие на остров Сите, чтобы противник не смог захватить поселение. Римляне заново построили мост из камня, установили на северной оконечности укрепление и провели через него дорогу (кардо) от Суассона до Орлеана.
После осады города норманнами в 885—886 годах, когда был построен новый Большой мост (ныне мост Менял), мост был разрушен, а вместо него перекинут небольшой мостик с мельницей (Planche Mibray), который сначала даже не доходил до острова и служил главным образом понтоном для рыбаков.
В 1406 году Планш-Мибрей пострадал от половодья, и в 1413 году король Карл VI распорядился построить на его месте добротный мост из дерева, застроенный домами, который должен был называться мост Нотр-Дам. Он обвалился 28 октября 1499 года.
Новая конструкция была выполнена из камня и состояла из чести больших арочных пролётов. Мост был достроен в 1507 году и также был застроен домами и лавочками, ввиду чего быстро стал одним из коммерческих центров города. Здания на мосту были впервые снабжены номерами: с одной стороны чётными, с другой — нечётными.

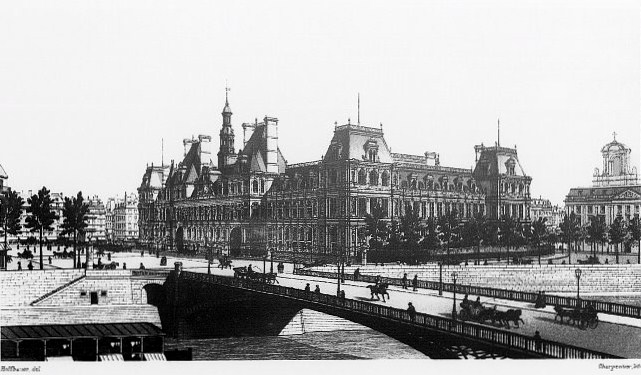
Мост Нотр-дам в начале XX века

В 1660 году мост был обновлён в честь Людовика XIV и его супруги Марии Терезии, дочери испанского короля Филиппа IV, которые 9 июня сочетались браком в Сен-Жан де Люц и торжественно въехали в Париж 26 августа. Их свадьба была одним из условий Пиренейского мира.
В 1786 году по приказу короля с моста были снесены все здания. В 1853 на старом фундаменте был построен новый мост, в этот раз с пятью арками. Из-за большого количества столкновений барж с мостом, мост Нотр-дам получил в простонародье название Чёртов мост (Pont du Diable). Чтобы облегчить баржам проход под мостом, были убраны три центральные арки и заменены металлической конструкцией. Новый мост был построен Луи-Жаном Резалем, который до этого работал над постройкой моста Мирабо и моста Александра III. Мост Нотр-Дам был открыт в 1919 году президентом Раймоном Пуанкаре.
| Расположение моста на Сене  | Расположение моста на Сене | Расположение моста на Сене    |
| --------------------------- | -------------------------- | ----------------------------- |
| Вниз по течению: Мост Менял |                            | Вверх по течению: Мост Арколь |